# Roques de la Castellona
Les Roques de la Castellona, és un conjunt de roques a 1.695 metres d'altitud situat en el terme municipal de Sarroca de Bellera, al Pallars Jussà, dins de l'antic terme de Benés, de l'Alta Ribagorça. Estan situades al vessant sud-oest de la Serra de Castellnou, a prop i al nord-est de Castellnou d'Avellanos.